# Pollo (groupe)
Pour les articles homonymes, voir Pollo.
Pollo est un groupe de hip-hop brésilien, originaire de São Paulo. Il est formé en 2010 par Luiz Tomim, aussi appelé Tomim, Adriel de Menezes, aussi appelé AdR et DJ Kalfani. Le groupe se fait connaître dans tout le Brésil avec le single Vagalumes, qui comptera plus de 65 millions de vues sur YouTube,. 
En septembre 2013, après la disparition d'Adriel, Luiz Tomim et DJ Kalfani annoncèrent que leur agenda de concert était plein et qu'ils se produiraient jusqu'au 31 décembre 2013, jusqu'à la séparation du groupe. Quelques jours après cette annonce, Adriel affirma que le groupe ne se séparerait pas.

## Biographie

### Débuts (2011–2012)
Le groupe est formé en 2010 ; ils produisent entièrement eux-mêmes leurs premières chansons et les ont diffusées uniquement sur internet. Leur première chanson enregistrée en studio est Trama en 2010. Ils se sont fait connaître sur internet avec la chanson Zica do Bagui de Bonde da Stronda dans laquelle ils font une apparition. En 2012, un nouveau membre fait son entrée dans le groupe : DJ Kalfani, fils de KL Jay du groupe Racionais MC's,.
En 2012, le groupe lance les clips Trama, Pirituba City, As Quatro, Buxixos & Simpatias et Vagalumes. Le vidéoclip de Pirituba City atteint les deux millions de vues en un petit peu plus d'un mois sur YouTube. La chanson Vagalumes a été l'une des chansons les plus diffusées par les radios. Ils jouent Sangue Bom à Rede Globo,, avec la participation du chanteur Ivo Mozart, la musique est mise dans la catégorie musique et clip de l'année, actuellement ils font plus de 65 millions de vues sur YouTube et la même année avec l'arrivée dans le groupe de leur nouveau membre, DJ Kalfani, celui-ci lance son premier album intitulé Vim pra dominar o mundo en téléchargement gratuit sur iTunes,,,,.

### Départ de Tomim et DJ Kalfani (depuis 2013)
Après leur concert à Santos, São Paulo, le 8 septembre 2013 personne n'arrivait à joindre le chanteur Adriel. Le jour suivant, le groupe devait enregistrer leur second album en studio, ce même jour, le chanteur posta un message sur Twitter. Le 11 septembre 2013, le porte-parole du groupe annonce la disparition du chanteur et de Gabriela Rippi, sa petite amie. Celui-ci a été vu dans la ville de Cambuí, MG en fin de journée. La police militaire de la ville de Cambuí affirme avoir reçu de nombreux appels concernant la disparition du chanteur et son apparition dans la ville. Le jour suivant, Adriel annonce lors d'une interview téléphonique pour Rede Globo, Encontro com Fátima Bernardes que « tout allait bien » et qu'il « voulait un peu de paix ».

## Peine de prison d'Adriel
Après avoir été contrôlé par une patrouille de police de la ville de Paulínia, le chanteur Adriel de Menezes a été accusé d'avoir été en possession de faux documents dans une voiture volée. Il accompagnait le plus jeune fils d'un membre du groupe Racionais MC. Celui-ci avouera être sous l'emprise de drogues,.

## Discographie

### Albums studio
- 2012 : Vim pra dominar o mundo[16]
- 2014 : 777

### Singles
- Vagalumes (avec Ivo Mozart)
- Zika do bagui (avec Bonde da Stronda)
- Piritubacity
- As Quatro
- Trama
- Buxixo & simpatia
- Exceção da regra
- Fiesta muy loka
- Vim pra dominar o mundo (avec Terra Preta)

### Clips
| Année | Chanson                                        | Album                   |
| ----- | ---------------------------------------------- | ----------------------- |
| 2011  | Pollo - Trama (part. Fernanda Chagas)          | Vim pra dominar o mundo |
| 2011  | Pollo - Buxixos & Simpatias                    | Vim pra dominar o mundo |
| 2011  | Pollo - Piritubacity                           | Vim pra dominar o mundo |
| 2012  | Pollo - Exceção da Regra                       |                         |
| 2012  | Pollo - As Quatro                              | Vim pra dominar o mundo |
| 2012  | Pollo - Vagalumes (part. Ivo Mozart)           | Vim pra dominar o mundo |
| 2012  | Bonde da Stronda (part. Pollo) - Zika do Bagui | Corporação              |
| 2013  | Pollo - Meu Bonde                              | Vim pra dominar o mundo |
| 2013  | Pollo - Love Song                              | Vim pra dominar o mundo |
| 2014  | Pollo - Seu Lugar (part. P.I.)                 | Vim pra dominar o mundo |